# Helge Christian Bronée
Helge Christian Bronée (født 28. marts 1922 i Nøbølle, død 3. juni 1999) var en dansk fodboldspiller, der opnåede fire A-landskampe og efter at have spillet i flere københavnske klubber fik en professionel karriere i udlandet. Han spillede blandt andet i flere italienske klubber, herunder Palermo, AS Roma og Juventus F.C.

## Karriere
Helge Bronée indledte sin seniorkarriere i B 93, men skiftede et par gange og blev i ØB del af en frygtet angrebsduo sammen med Carl Aage Præst. I 1942 blev han topscorer i den bedste danske fodboldrække med 31 mål, en rekord der stadig står i dag (pr. 2019). Han scorede 26 mål i 2. division i 1945-46 og var dermed en betydningsfuld brik i sikringen af ØB's oprykning. Successen sikrede ham også sin landsholdsdebut og scorede i sin debutkamp mod Norge. Også i 1. division gik det godt for Bronée, der scorede 21 mål i 18 kampe og blev ligatopscorer i sæsonen.
De mange mål gav genlyd i udlandet, og han blev professionel i franske FC Nancy i 1948, og dermed kunne han ikke spille flere landskampe, da kun amatører kunne være med på den tid, og han gik blandt andet glip af OL i 1948, hvor Danmark fik bronze. Efter to år i Frankrig skiftede Bronée til Italien og kom til at spille i flere store klubber. I 1954 kom han til Juventus F.C., hvor han blev genforenet med sin gamle holdkammerat, Carl Aage Præst. Efter en sæson i den nedrykningstruede Novara Calcio, hvor hans ti mål ikke var nok til at redde klubben, rejste Helge Bronée hjem igen og spillede sine sidste aktive år som amatør, inden han brækkede benet i en kamp på Klosterbanen. Og så var karrieren slut. 
Han var blandt de mest populære fodboldspillere i Palermos historie. Han scorede 22 mål i Serie A med holdet.
Hans storebror Enrique Camillo Bronée, født 1. april 1917 i Argentina, spillede back for ØB i under åren 1940-50.